# Campanya de Nova York i Nova Jersey
La campanya de Nova York i Nova Jersey va ser una sèrie de batalles el 1776 i els mesos d'hivern de 1777 pel control del Port de Nova York i l'estat de Nova Jersey durant la Guerra de la Independència dels Estats Units d'Amèrica, entre les forces britàniques (sota el comandament del general Sir William Howe) i l'Exèrcit Continental (sota el comandament del general George Washington).
Howe va tenir èxit en expulsar Washington de Nova York, però va es va estendre per tot l'estat de Nova Jersey, i va acabar la temporada de l'activa campanya el gener de 1777 amb només uns pocs llocs d'avançada prop de la ciutat. Els britànics van ocupar el port de Nova York durant la resta de la guerra, utilitzant-lo com a base per a les expedicions contra altres objectius.
Desembarcant sense oposició a l'illa d'Staten el 3 de juliol de 1776, Howe va reunir un exèrcit compost d'elements que s'havien retirat de Boston al març després del seu fracàs de capturar aquesta ciutat, combinada amb tropes britàniques addicionals, així com tropes de Hessen contractades de diversos principats alemanys. Washington tenia soldats de Nova Anglaterra, així com regiments d'estats tan al sud com Virgínia. Desembarcant a Long Island a l'agost, Howe va derrotar a Washington en la batalla més gran de la guerra a Amèrica del Nord, però l'Exèrcit Continental va poder fer una retirada ordenada cap a Manhattan sota la cobertura de la foscor i la boira. Washington va patir una sèrie de derrotes a Manhattan, amb l'excepció de l'escaramussa a Harlem Heights, i finalment es va retirar a White Plains, Nova York. En aquell moment Howe va tornar a Manhattan per capturar les forces que Washington havia deixat al nord de l'illa.
Washington i gran part del seu exèrcit van travessar el riu Hudson cap a Nova Jersey, i es van retirar a través del riu Delaware cap a Pennsilvània, disminuit a causa del final dels períodes de reclutament, desercions i la baixa moral. Howe va enviar les seves tropes a les casernes d'hivern al desembre, establint una barrera d'avançada de Nova York fins a Burlington (Nova Jersey). Washington, per impulsar la moral estatunidenca, va llançar un reeixit atac contra la guarnició de Trenton després de creuar el gelat riu Delaware, fent que Howe retirés la seva barrera d'avançada de tornada cap a Nova Brunswick i la costa prop de Nova York, mentre que Washington va establir el seu campament d'hivern a Morristown. Durant els mesos d'hivern restants, ambdós bàndols es van escaramussar amb freqüència, ja que els britànics buscaven farratge i provisions.
Gran Bretanya va mantenir el control de la ciutat de Nova York i part del territori circumdant fins que la guerra va acabar el 1783, utilitzant-la com a base per a operacions en altres llocs d'Amèrica del Nord. El 1777, el general Howe va llançar una campanya per capturar Filadèlfia, deixant el general Sir Henry Clinton al capdavant de l'àrea de Nova York, mentre que el general John Burgoyne va dirigir un intent de guanyar el control de la vall del riu Hudson, movent-se cap al sud de la Província del Quebec, sent derrotat a Saratoga. El nord de Nova Jersey va ser l'escenari d'escaramusses durant la resta de la guerra.

## Antecedents
Quan va esclatar la Guerra de la Independència dels Estats Units d'Amèrica a l'abril de 1775, les tropes britàniques van estar sota setge a Boston. Van derrotar les forces patriotes a la batalla de Bunker Hill, patint moltes baixes. Quan la notícia d'aquesta costosa victòria britànica va arribar a Londres, el general William Howe i Lord George Germain, l'oficial britànic responsable, van determinar que s'havia d'emprendre una «acció decisiva» contra la ciutat de Nova York utilitzant les forces reclutades de tot l'Imperi Britànic, així com les tropes contractades de petits estats alemanys.

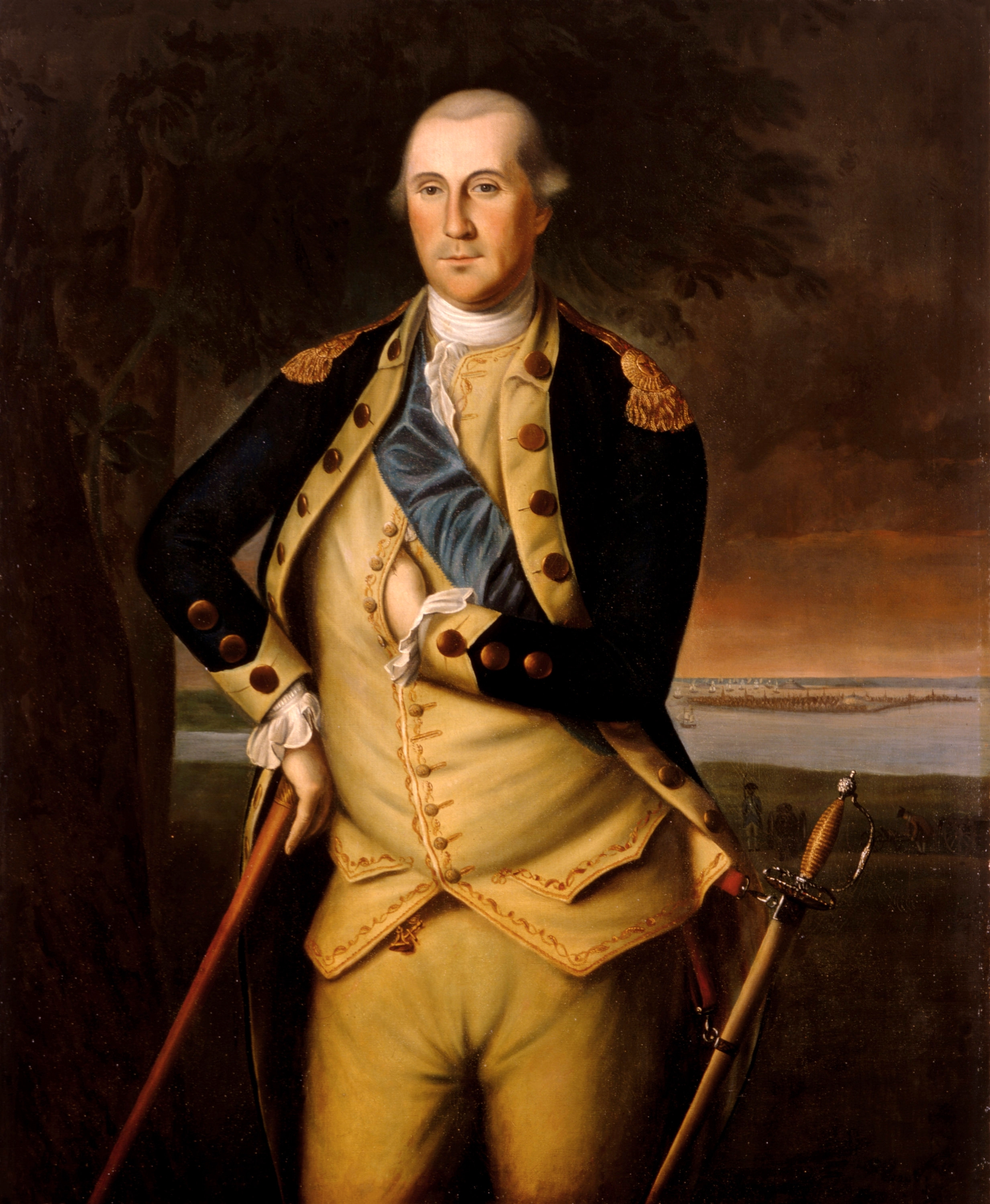
George Washington, pintat per Charles Willson Peale, 1776

El general George Washington, nomenat recentment pel Segon Congrés Continental com a comandant en cap de l'Exèrcit Continental, es va fer ressò dels sentiments d'altres que Nova York era «un lloc d'infinita importància», i va començar la tasca d'organitzar companyies militars a l'àrea de Nova York quan es va aturar en el seu camí per prendre el comandament del setge de Boston. El gener de 1776, Washington va ordenar a Charles Lee que reclutès tropes i prengués el comandament de les defenses de Nova York. Lee havia fet alguns progressos en les defenses de la ciutat quan va arribar la notícia a finals de març de 1776 que l'exèrcit britànic havia abandonat Boston després que Washington els amenacés des d'uns turons al sud de la ciutat. Preocupat perquè el general Howe navegava directament cap a Nova York, Washington es va afanyar a enviar els seus regiments a Boston, inclòs el general Israel Putnam, que va comandar les tropes fins que el mateix Washington va arribar a mitjans d'abril. A finals d'abril, Washington va enviar al general John Sullivan amb sis regiments al nord per reforçar la campanya del Quebec.
El general Howe, en lloc de moure's contra Nova York, va retirar el seu exèrcit cap a Halifax (Nova Escòcia), i es va reagrupar mentre els transports plens de tropes britàniques, enviats des de bases d'Europa i destinats a Nova York, van començar a reunir-se a Halifax. Al juny, va salpar cap a Nova York amb els 9.000 homes reunits allà, abans que arribessin tots els transports. Les tropes alemanyes, principalment de Hessen-Kassel, així com les tropes britàniques de l'expedició sense èxit de Henry Clinton a les Carolines, es reuniren amb la flota de Howe quan arribaren a Nova York. El germà del general Howe, l'almirall Lord Richard Howe, va arribar a Halifax amb més transports després que el general saplès, i immediatament el va seguir.
Quan el general Howe va arribar al port exterior de Nova York, els vaixells van començar a navegar per l'indefens The Narrows (l'estret entre Staten Island i Long Island) el 2 de juliol, i van començar a desembarcar tropes a les costes indefenses de l'illa Staten aquell dia. Washington es va assabentar pels presoners que Howe havia desembarcat 10.000 homes, però estava esperant l'arribada d'altres 15.000. El general Washington, amb un exèrcit d'uns 19.000 efectius, no tenia una intel·ligència significativa sobre la força i els plans britànics, i era incert exactament quina zona de Nova York les tropes de Howes pretenien atacar. En conseqüència, va dividir l'Exèrcit Continental entre les posicions fortificades de Long Island, Manhattan i el continent, i també va establir un «Flying Camp» al nord de Nova Jersey. Això era una força de reserva que podia donar suport a les operacions en qualsevol part del costat de Nova Jersey del riu Hudson.

## La presa de la ciutat de Nova York
Als germans Howe se'ls havia concedit autoritat com a comissionats de pau pel Parlament, amb poders limitats per assolir una resolució pacífica al conflicte. El rei Jordi III no era optimista sobre la possibilitat d'una pau, «encara que crec que és correcte intentar-ho, mentre que tots els actes de vigor es duen a terme de manera amenaçadora». Els seus poders es limitaven a concedir «indults generals i especials» i «conferir amb qualsevol dels subjectes de Sa Majestat».
El 14 de juliol, de conformitat amb aquests poders, l'almirall Howe va enviar un missatger amb una carta adreçada a George Washington, Esq. a través del port. L'ajudant de Washington, Joseph Reed, va informar educadament al missatger que cap persona amb aquest títol estava en el seu exèrcit. L'ajudant de l'almirall Howe va escriure que «el petit detall d'una adreça» no hauria d'haver evitat el lliurament de la carta, i Howe va dir que estava visiblement molest pel rebuig. Una segona petició, dirigida a George Washington, Esq., etc. va ser rebutjat de manera similar, tot i que el missatger va dir que Washington reberia a un dels ajudants de Howe. En aquesta reunió infructuosa, celebrada el 20 de juliol, Washington va assenyalar que els poders limitats que els germans Howe havien rebut no eren de gran utilitat, ja que els rebels no havien comès cap error per exigir una amnistia.
A finals d'agost, els britànics van transportar uns 22.000 homes (incloent-hi 9.000 Hessians) des de l'illa d'Staten a Long Island. A la batalla de Long Island el 27 d'agost de 1776, els britànics van envoltar les posicions estatunidenques, fent que els americans tornessin a les seves fortificacions de Brooklyn Heights. Llavors, el general Howe va començar a posar setge a les fortificacions, però Washington va aconseguir hàbilment una retirada nocturna a través de la seva rereguarda sense vigilància a través del riu East fins a l'illa de Manhattan. Llavors, Howe es va aturar per consolidar la seva posició i considerar el seu següent moviment.
Durant la batalla, els britànics van capturar el general John Sullivan. L'almirall Howe el va convèncer de lliurar un missatge al Congrés de Filadèlfia, i el va alliberar en llibertat condicional. Washington també va donar el seu permís, i el 2 de setembre Sullivan va dir al Congrés que els germans Howe volien negociar, i se'ls havia donat poders molt més amplis per tractar que els que realment tenien. Això va crear un problema diplomàtic per al Congrés, que no volia ser vist com a agressiu, que és com alguns representants van sentir amb el rebuig directe de l'apel·lació. En conseqüència, el Congrés va acordar enviar un comitè per reunir-se amb els germans Howe en un moviment que no pensaven que donaria cap fruit. L'11 de setembre, els germans Howe es van reunir amb John Adams, Benjamin Franklin i Edward Rutledge a la Conferència de Pau de l'Illa Staten. El resultat va ser el que els estatunidencs esperaven.

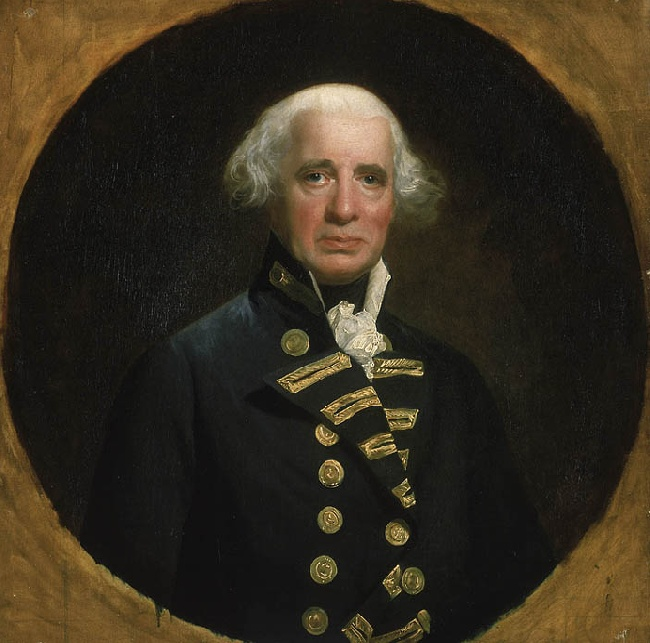
Almirall Richard Howe. Gravat de R. Dunkarton, basat en un quadre de John Singleton Copley
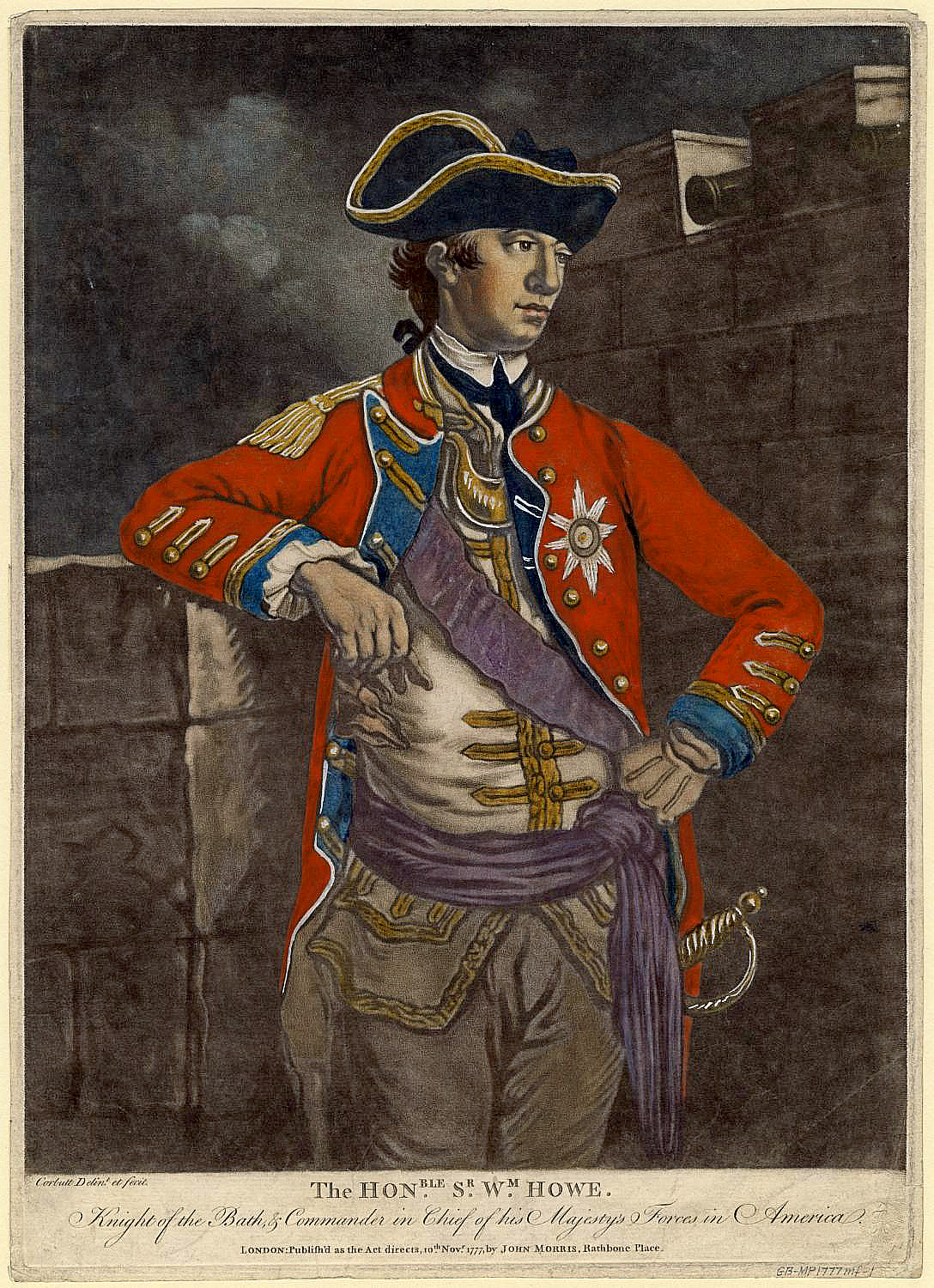
General William Howe, 1777
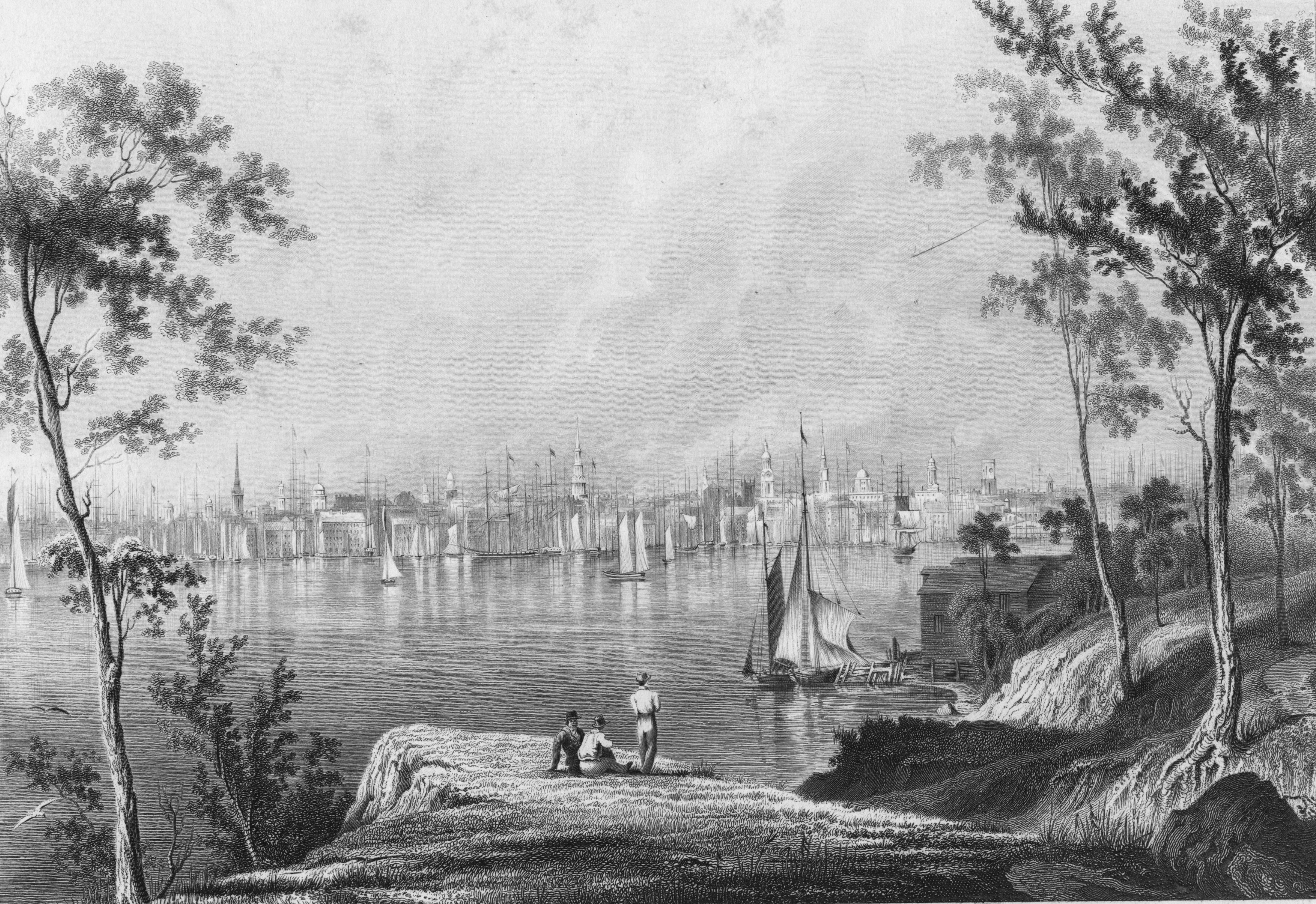
Vista de la ciutat de Nova York des de Brooklyn Heights (c. 1778)
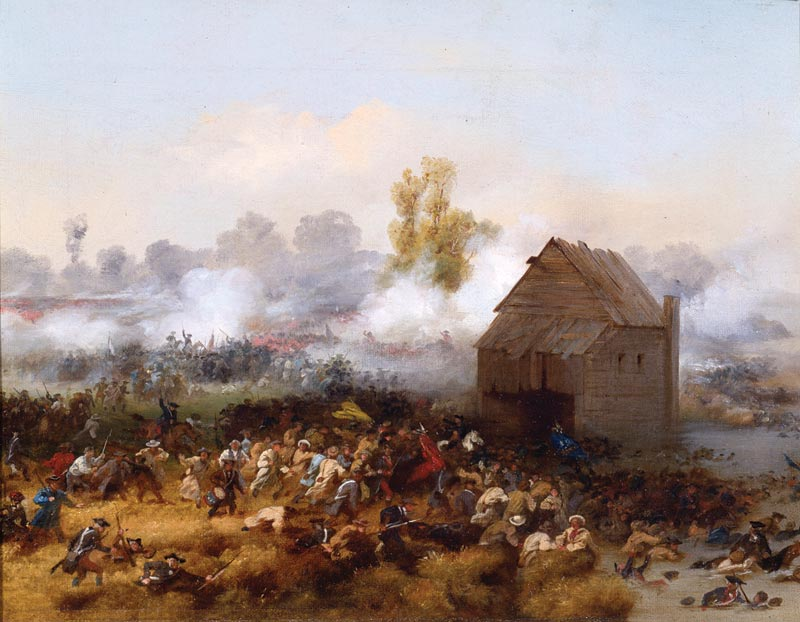
Lord Stirling va dirigir un atac contra els britànics per permetre la retirada de les seves tropes a la batalla de Long Island, 1776. Pintura d'Alzozo Chappel, 1858

Durant aquest temps, Washington, que havia rebut l'ordre del Congrés per ocupar Nova York, estava preocupat per escapar de la trampa de l'enemic, ja que l'exèrcit era encara vulnerable per estar envoltat en Manhattan. Per mantenir les seves rutes d'escapament obertes al nord, va col·locar 5.000 soldats a la ciutat (que llavors només ocupava la part inferior de Manhattan), i va portar la resta de l'exèrcit a Harlem Heights. En el primer ús registrat d'un submarí en una guerra, es va intentar un atac a la Royal Navy, enviant el Turtle (Tortuga) en un intent fallit d'enfonsar el HMS Eagle, el vaixell almirall de l'almirall Howe.
El 15 de setembre, el general Howe va desembarcar uns 12.000 homes al baix Manhattan, prenent ràpidament el control de la ciutat de Nova York. Els estatunidencs es van retirar cap a Harlem, on es van enfrontar l'endemà, però van mantenir la seva posició. En lloc d'intentar desallotjar Washington de la seva posició forta una segona vegada, Howe va optar de nou per una maniobra de flanqueig. Les tropes angleses van desembarcar amb una certa oposició a l'octubre al comtat de Westchester, i van buscar de nou envoltar Washington. Per defensar-se d'aquest moviment, Washington va retirar la major part del seu exèrcit cap a White Plains, on després d'una curta batalla el 28 d'octubre es va retirar més al nord. La retirada de les forces de Washington va ser ajudada per una densa boira que va ocultar el seu moviment a les tropes britàniques. Això va aïllar les tropes restants de l'Exèrcit Continental a l'alt Manhattan, de manera que Howe va tornar a Manhattan i va capturar Fort Washington a mitjans de novembre, capturant gairebé 3.000 presoners.

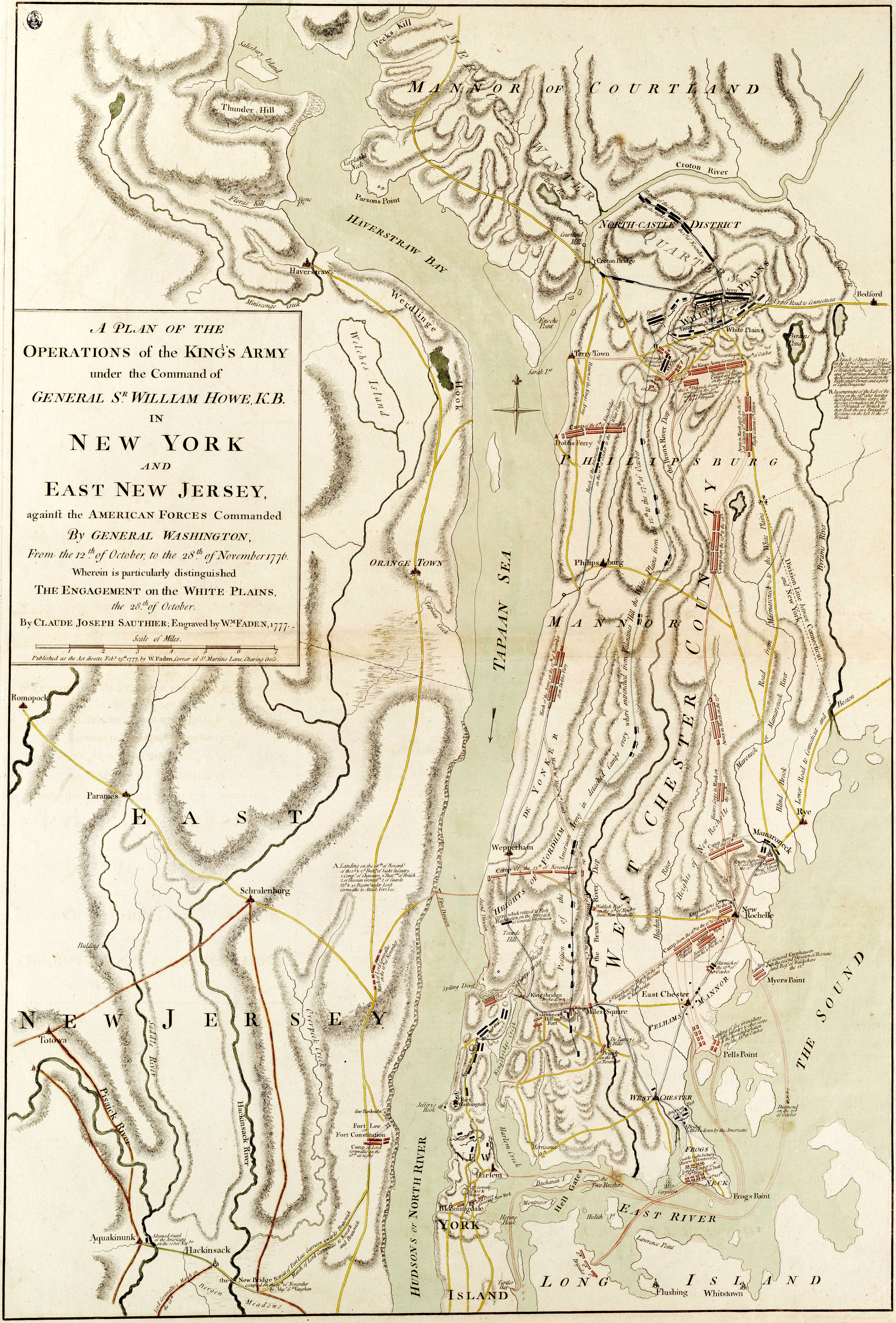
Mapa militar de Claude Joseph Sauthier que mostra els moviments de les tropes abans, durant i després de la batalla de White Plains (28 d'octubre de 1776)
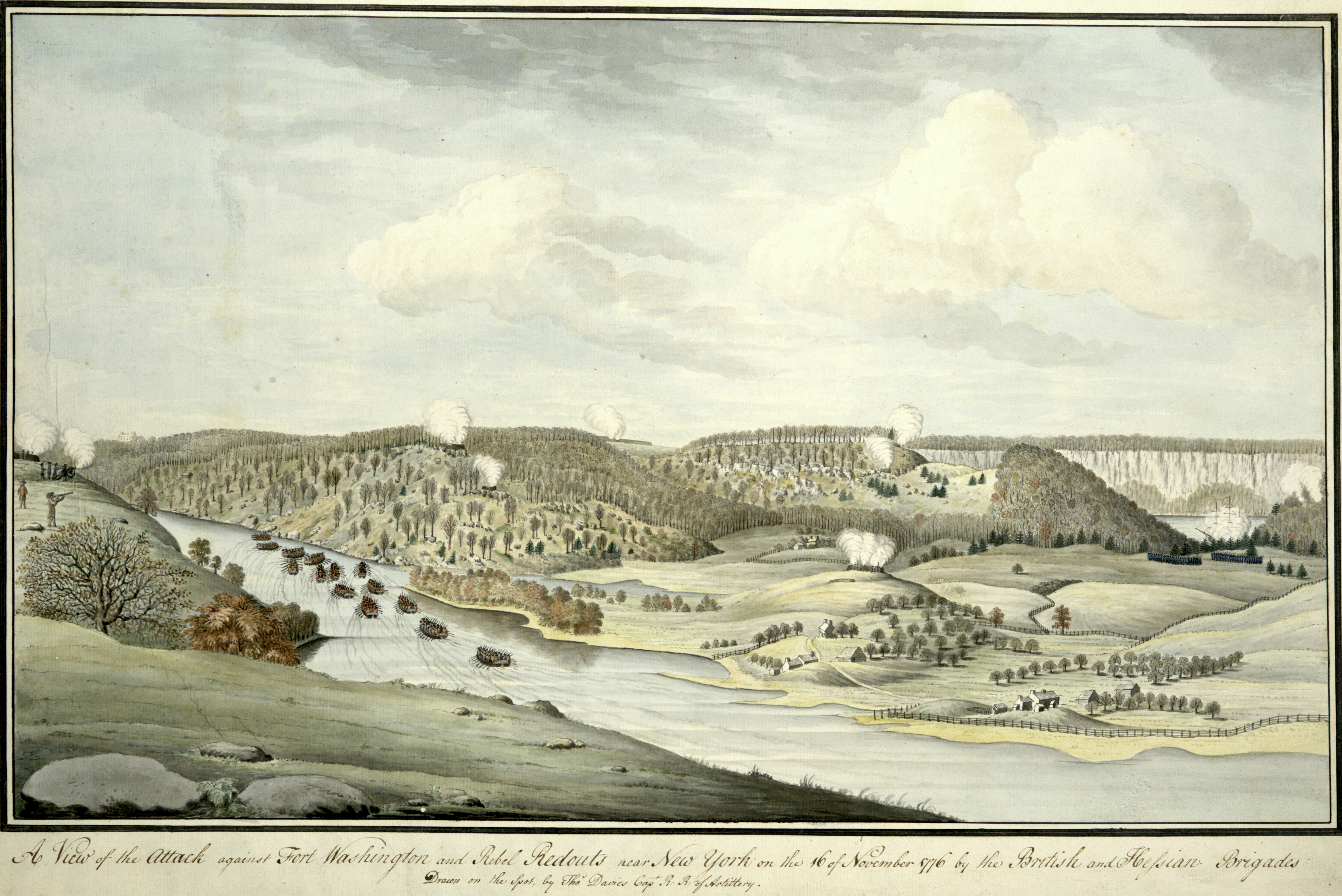
Una vista de l'atac contra Fort Washington i els fortificacions rebels a prop de Nova York el 16 de novembre de 1776 pels britànics i les Brigades Hessianes. Aquarel·la de Thomas Davies
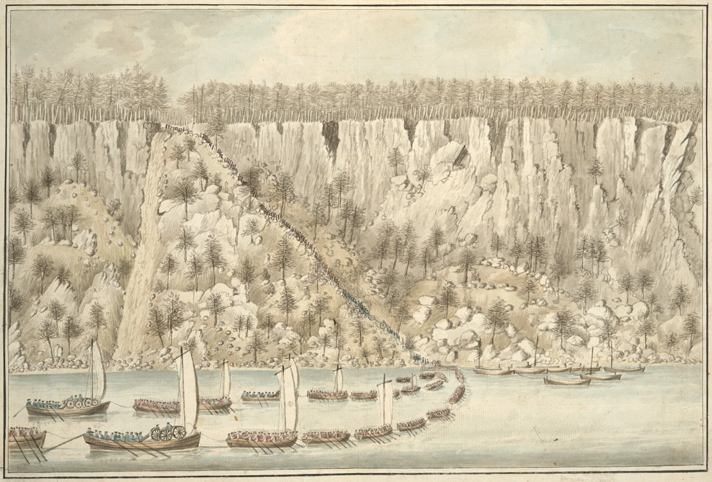
Desembarcament de les tropes britàniques, dirigides pel general Cornwallis, a la base de les Palisades prop de Fort Lee (Nova Jersey) el matí del 20 de novembre de 1776. Després d'ascendir les Palisades, les tropes britàniques van marxar cap a Fort Lee, amb la qual cosa l'Exèrcit Continental va abandonar el fort i va fer una retirada general cap a Nova Jersey. Aquest esdeveniment es coneix com la batalla de Fort Lee

Quatre dies més tard, el 20 de novembre, també va ser pres Fort Lee, a través del riu Hudson des de Fort Washington. Washington va portar gran part del seu exèrcit a través del Hudson cap a Nova Jersey, però immediatament es va veure obligat a retirar-se per l'agressiu avanç britànic.
El general Howe, després de consolidar les posicions britàniques al voltant del port de Nova York, va separar 6.000 homes sota el comandament de dos dels seus subordinats, Henry Clinton, i Hugh, Earl Percy, per prendre Newport (Rhode Island) (cosa que van fer sense oposició el 8 de desembre), mentre que va enviar el general Lord Cornwallis a perseguir l'exèrcit de Washington a través de Nova Jersey. Els estatunidencs es van retirar a través del riu Delaware cap a Pennsilvània a principis de desembre.

## Reaccions
La perspectiva de l'Exèrcit Continental i, per tant, la pròpia revolució, va ser ombrívola. «Aquests són els temps que proven les ànimes dels homes», va escriure Thomas Paine a The American Crisis. L'exèrcit de Washington s'havia reduït a menys de 5.000 homes aptes per al servei i es reduiria significativament després que els allistaments expiressin a finals d'any. La moral era baixa, el suport popular disminuïa, i el Congrés havia abandonat Filadèlfia, tement un atac britànic. Washington va ordenar a algunes de les tropes que van tornar de la invasió fallida del Quebec unir-se a ell, i també va ordenar a les tropes del general Lee, que havia marxat del nord de Nova York, unir-se a ell. Lee, la relació del qual amb Washington era de vegades difícil, va donar excuses i només va viatjar fins a Morristown, Nova Jersey. Quan Lee es va allunyar massa del seu exèrcit el 12 de desembre, la seva posició exposada va ser traïda pels lleialistes, i una companyia britànica dirigida pel tinent coronel Banastre Tarleton va envoltar l'hostal on es trobava i el va fer presoner. El comandament de Lee va ser assumit per John Sullivan, que va acabar dirigint l'exèrcit cap al campament de Washington a través del riu, des de Trenton.

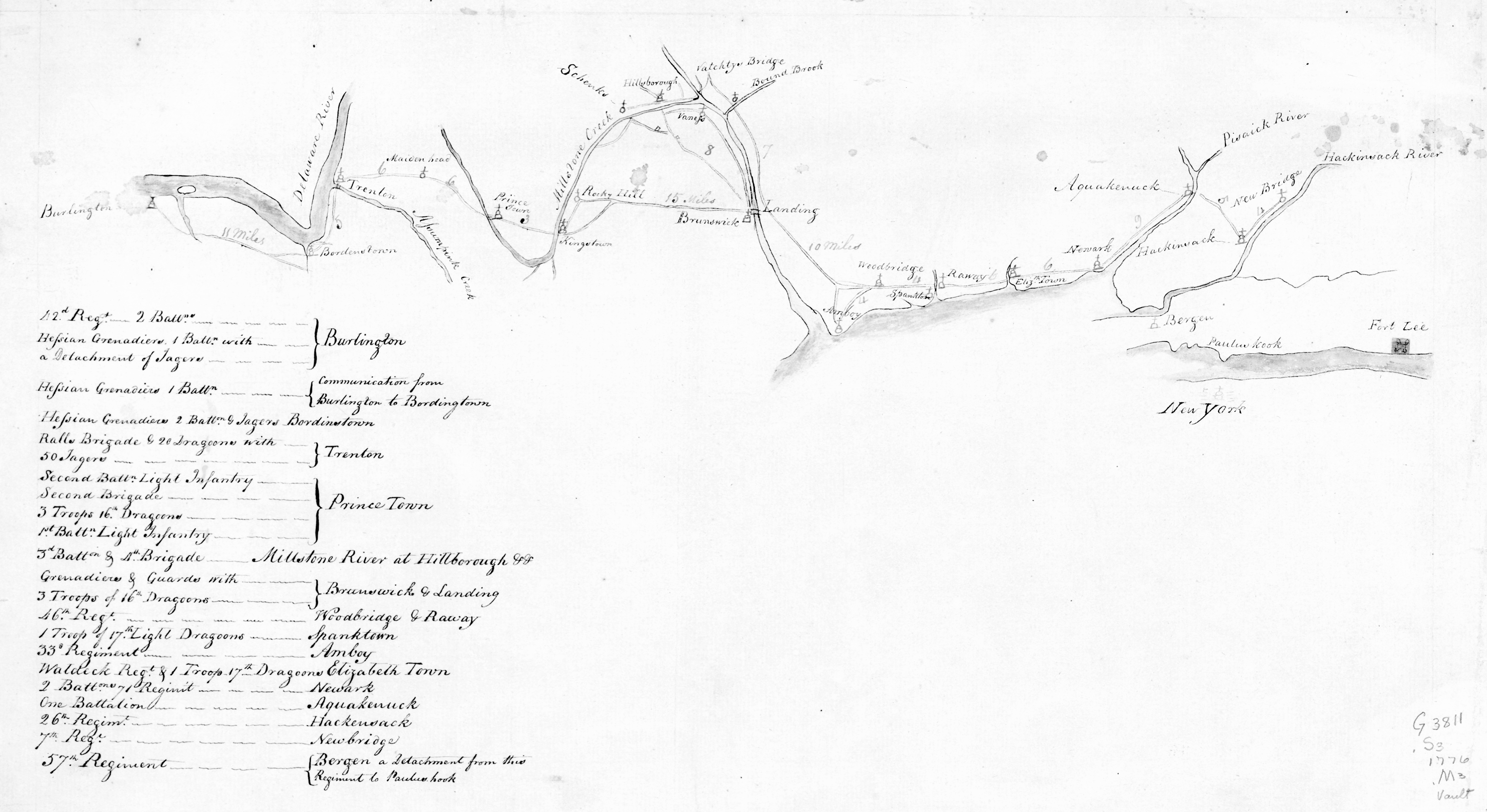
Un esbós d'època dibuixat a mà que representa les ubicacions de les avançades britàniques a Nova Jersey. L'orientació és amb el nord cap a la dreta

La captura de Lee va presentar als germans Howes un presoner problemàtic. Igual que amb altres líders de l'Exèrcit Continental, havia servit prèviament a l'Exèrcit Britànic. A causa d'això, els germans Howes al principi el tractaven com un desertor, amb amenaces de càstig militar. No obstant això, Washington va intervenir, lligant el tractament de Lee al tractament dels presoners que va mantenir. Lee va ser tractat en última instància, i aparentment va oferir als comandants britànics consells sobre com guanyar la guerra. Com que els estatunidencs no tenien un presoner de rang comparable, Lee va romandre presoner a Nova York fins al 1778, quan va ser intercanviat per Richard Prescott.
El fracàs de l'Exèrcit Continental per conservar Nova York també va provocar un augment de l'activitat lleialista, ja que la ciutat es va convertir en un refugi per als refugiats partidaris de la Corona d'altres llocs de la regió. Per tant, els britànics van reclutar activament a Nova York i Nova Jersey per crear regiments de milícia provincial, amb cert reeiximent. Els lleialistes en aquestes àrees podrien haver estat motivats per veure elements de l'exèrcit rebel que es dirigien a casa després que els seus allistaments acabessin. Un líder de la milícia Patriota de Nova York va escriure que trenta dels seus homes, en lloc de tornar a allistar-se amb ell, s'havien unit a l'enemic. El 30 de novembre, l'almirall Howe va oferir l'amnistia a qualsevol que hagués pres armes contra la Corona, sempre que renunciès a lluitar contra els britànics. Washington va respondre amb la seva pròpia proclamació suggerint que aquells que no renunciessin a aquests juraments haurien d'anar immediatament darrere de les línies britàniques. Com a resultat, Nova Jersey es va convertir en un camp de batalla civil, amb l'activitat de la milícia, així com l'espionatge i el contraatac continuat durant la resta de la guerra.
Les notícies de la captura de Nova York van ser rebudes favorablement a Londres, i el general Howe va ser guardonat amb l'Orde del Bany pel seu treball. Combinat amb les notícies de la recuperació del Quebec, les circumstàncies suggerien als líders britànics que la guerra podria acabar amb una campanya d'un any més. Les notícies de la proclamació de l'amnistia de l'almirall Howe van ser rebudes amb certa sorpresa, ja que els seus termes eren més indulgents que els partidaris de la línia dura que esperava el govern. Els polítics que s'oposaven a la guerra van assenyalar que la proclamació no va esmentar la primacia del Parlament. A més, els Howes van ser criticats per no mantenir informat al Parlament dels diversos esforços de pau que van emprendre.

## La estratègia de Howe
| «                                 | [Howe] tanca els ulls, lluita les seves batalles, beu la seva ampolla, té la seva petita puta, és aconsellat pels seus consellers, rep les seves ordres de North i Germain (una més absurda que l'altra) | » |
| — Charles Lee, un general de Howe | |   |

Amb la campanya en una conclusió aparent per a la temporada, els britànics van establir una línia de forts d'avançada a Nova Jersey que s'estenia des de Perth Amboy fins a Bordentown, i van entrar a les casernes d'hivern. Van controlar el port de Nova York i gran part de Nova Jersey, i es trobaven en una bona posició per reprendre les operacions a la primavera, amb la capital rebel de Filadèlfia en una distància sorprenent. Howe va separar al general Clinton amb 6.000 homes per ocupar Newport (Rhode Island) com a base per a futures operacions contra Boston i Connecticut (Clinton va ocupar Newport a principis de desembre sense oposició).
Llavors Howe va esbossar una campanya per l'any següent en una carta a Lord Germain: 10.000 homes a Newport, 10.000 per a una expedició a Albany (per trobar un exèrcit descendent del Quebec), 8.000 a creuar Nova Jersey i amenaçar Filadèlfia, i 5.000 per defensar Nova York. Si hi hagués més forces estrangeres disponibles, també es podrien considerar operacions contra els estats del sud.

## Contraatac en Nova Jersey
Mentre que es preocupava per mantenir els seus exèrcits junts, Washington va organitzar atacs contra els llocs d'avançada britànics relativament exposats, que com a resultat es van trobar contínuament amenaçats a causa de les milícies i els atacs de l'exèrcit. Els comandants alemanys Carl von Donop i Johann Rall, les brigades dels quals estaven al final de la línia fortiticada d'avançada, eren objectius freqüents d'aquests atacs, però els seus repetits avisos i peticions de suport al general James Grant van ser rebutjats.
A partir de mitjans de desembre, Washington va planejar un atac en dos fronts contra el lloc d'avançada de Rall, a Trenton, amb un tercer atac de distracció al lloc d'avançada de Donop, a Bordentown. El pla va ser reforçat per la presència fortuïta d'una companyia de milícia que va atreure a tota la força de 2.000 homes de Donop lluny de Bordentown, cap al sud, que va donar lloc a una escaramussa a Mount Holly el 23 de desembre. La conseqüència d'aquesta acció va ser que Donop no estava en condicions d'ajudar a Rall quan es va produir l'atac de Washington a Trenton. La nit de desembre, 25-26, Washington i 2.400 homes van creuar furtivament el Delaware i van sorprendre el lloc d'avançada de Rall l'endemà al matí en una batalla entre els carrer de la ciutat, matant o capturant prop de 1.000 hessians. Aquesta acció no només va augmentar significativament la moral de l'exèrcit estatunidenc; també va treure Cornwallis de Nova York. Va reclutar un exèrcit de més de 6.000 homes, i va enviar la majoria contra una posició que Washington havia pres al sud de Trenton. Després d'atacar una guarnició de 1.200 homes a Princeton, Cornwallis va atacar la posició de Washington el 2 de gener de 1777, i va ser rebutjat tres vegades abans de la foscor. Durant la nit, Washington va tornar a moure furtivament el seu exèrcit, anant al voltant de Cornwallis amb la intenció d'atacar la guarnició de Princeton.

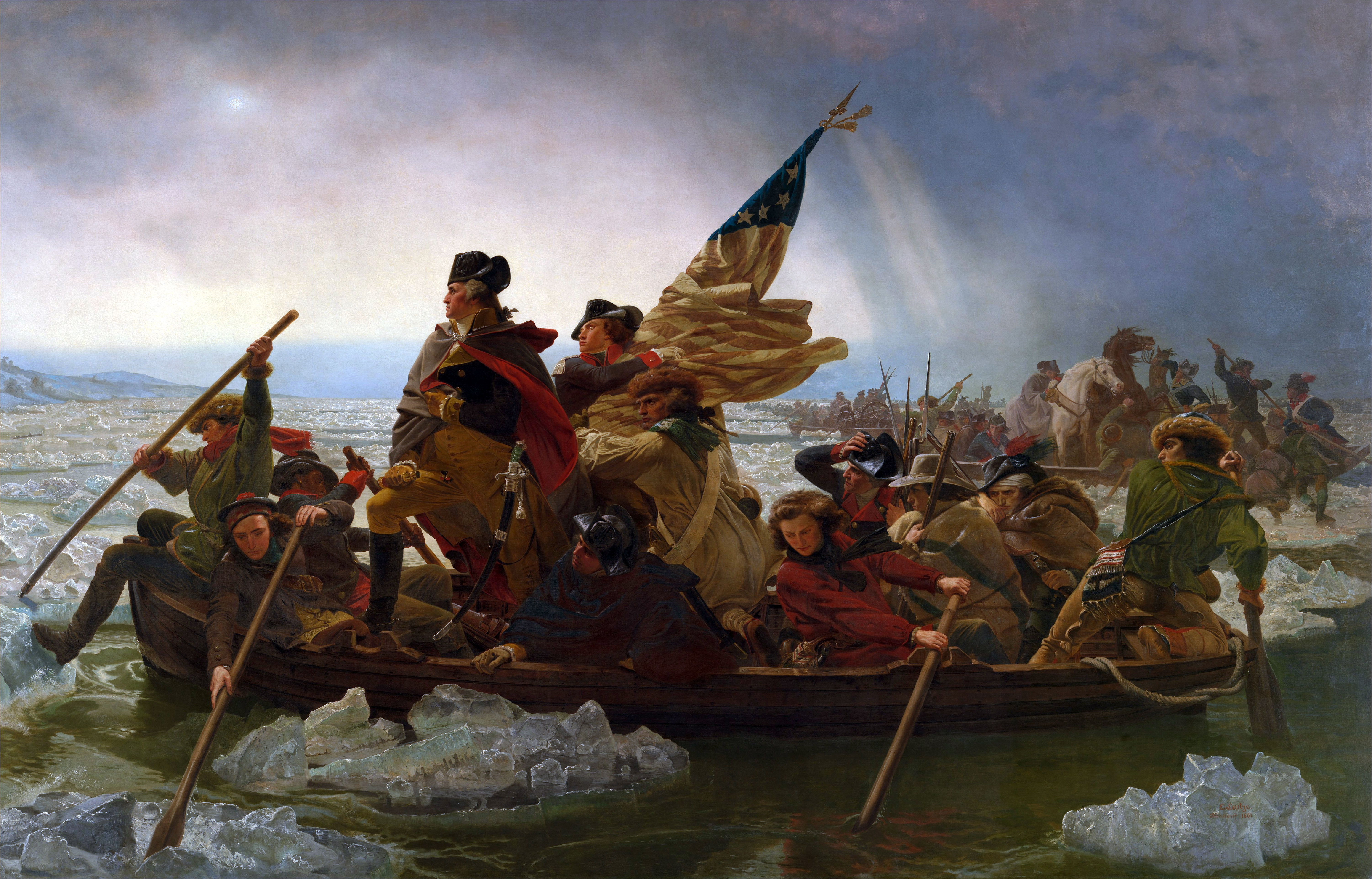
El quadre d'Emanuel Leutze, Washington Crossing the Delaware, de 1851, és una imatge icònica de la història estatunidenca
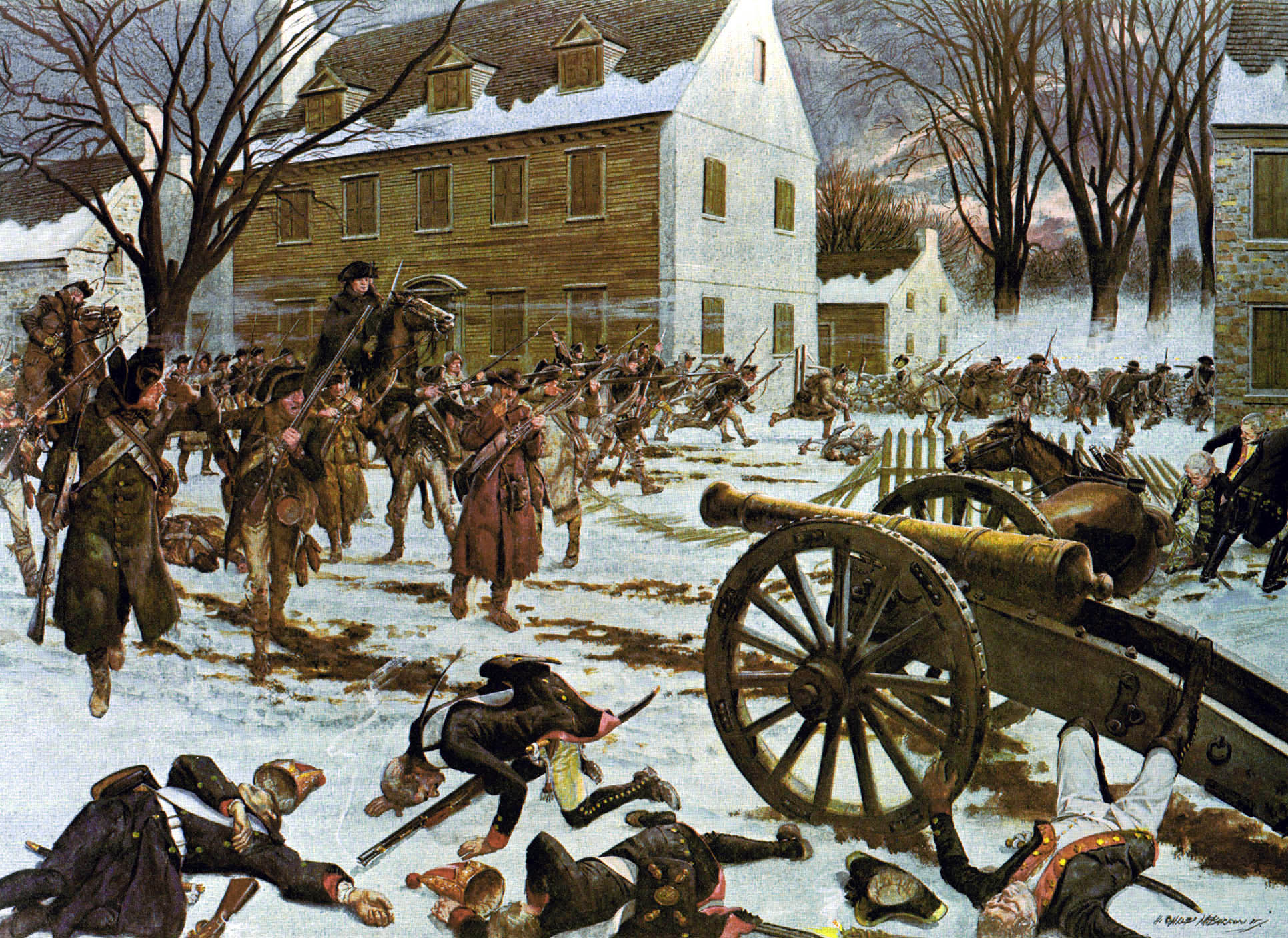
Batalla de Trenton, per H. Charles McBarron Jr
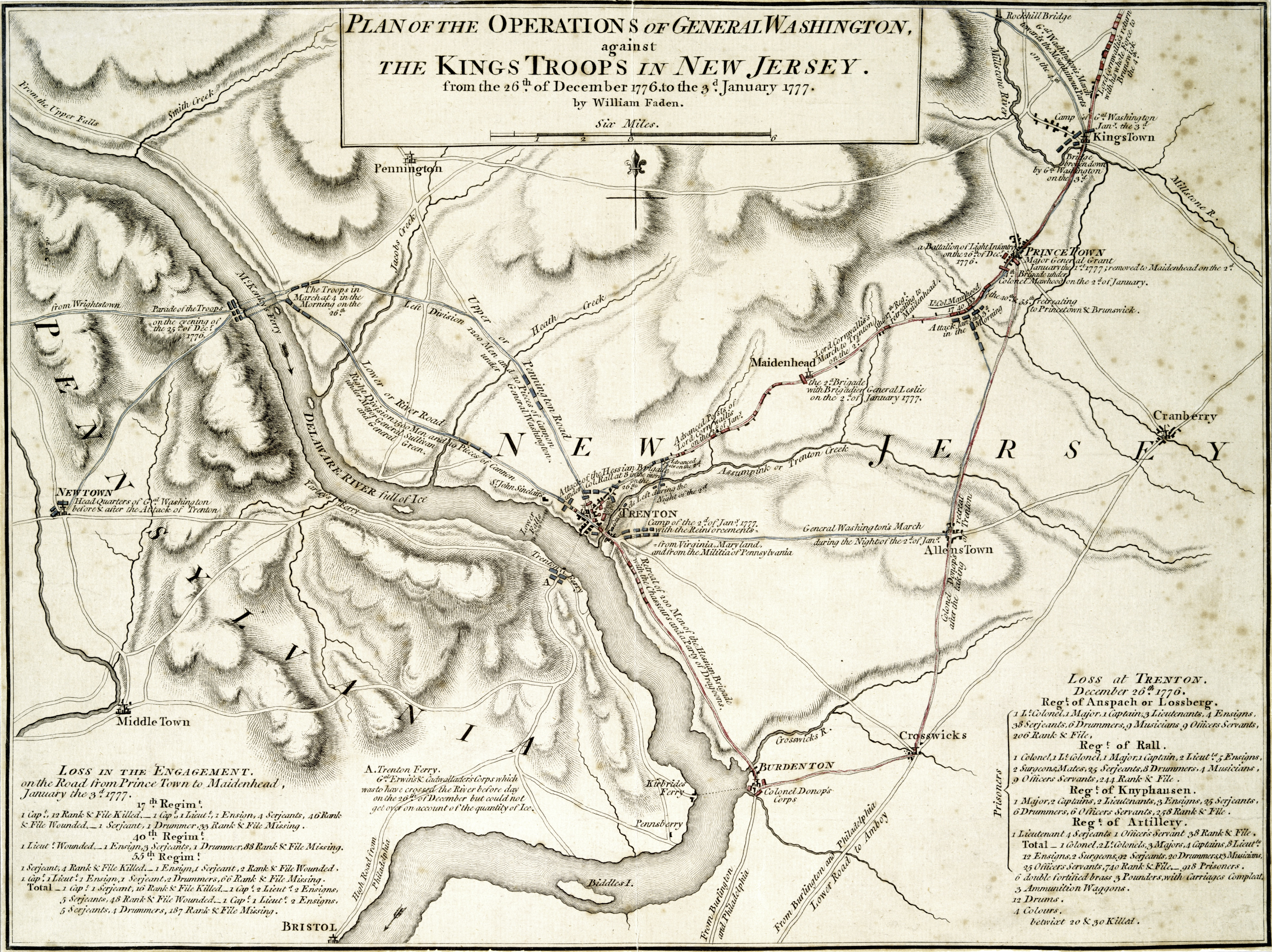
Mapa militar de William Faden amb moviments de tropes durant els Deu Dies Crucials

El 3 de gener, Hugh Mercer, que dirigia la guàrdia d'avançada estatunidenca, es va trobar amb soldats britànics de Princeton sota el comandament de Charles Mawhood. Les tropes britàniques van enfrontar-se a Mercer i en la subsegüent batalla, Mercer va ser mortalment ferit. Washington va enviar reforços sota el comandament del general John Cadwalader, que van tenir èxit en atacar Mawhood i els britànics de Princeton, amb molts d'ells fugint cap a Trenton. Els britànics van perdre més d'un quart de la seva força en la batalla, i la moral estatunidenca va augmentar amb la victòria. Aquest període (des del 25 de desembre de 1776 fins al 3 de gener de 1777), s'ha conegut com els Deu Dies Crucials.
Les derrotes van convèncer el general Howe de retirar la major part del seu exèrcit de Nova Jersey, només deixant llocs d'avançada a New Brunswick i Perth Amboy. Washington va entrar a les casernes d'hivern a Morristown, després d'haver recuperat la major part de l'estat dels britànics. No obstant això, les provisions per a ambdós exèrcits eren limitades, i els comandants d'ambdós bàndols enviaren partides a buscar aliment i altres subministraments. Durant els següents mesos, es van dedicar a una guerra del farratge, en la qual cadascun es dirigia a robar els queviures de l'altre. Això va portar a nombroses escaramusses i enfrontaments menors, inclosa la batalla de Millstone. Els britànics també es van barallar entre ells pel que fa als aliments. Lord Percy va renunciar al seu comandament després d'una sèrie de desacords amb Howe sobre la capacitat de la caserna de Newport per proporcionar subministraments a les forces de Nova York i Nova Jersey.

## Conseqüències

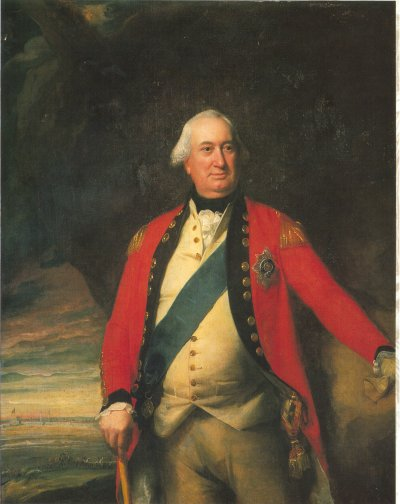
General Charles Cornwallis, 1r marquès Cornwallis, de John Singleton Copley

Els britànics van obtenir el control del port de Nova York i les àrees agrícoles circumdants, i van conservar Nova York i Long Island fins que la guerra va acabar el 1783. Els estatunidencs van patir importants baixes i van perdre importants subministraments, però Washington va aconseguir retenir el nucli del seu exèrcit i evitar una confrontació decisiva que podria haver acabat la guerra. Amb els atacs atrevits a Trenton i Princeton, va recuperar la iniciativa i va augmentar la moral. Les àrees al voltant de la ciutat de Nova York, Nova Jersey i Connecticut van ser un camp de batalla permanent fins al final de la guerra.
Els primers informes que el general Howe va enviar als seus superiors de Londres sobre les batalles de Trenton i Princeton va intentar minimitzar la seva importància, culpant a Rall per Trenton, i tractant de refondre Princeton com una defensa gairebé reeixida. No tothom va ser enganyat pels seus subordinats, en particular per Lord Germain. En una carta al general hessià Leopold Philip von Heister, Germain va escriure que «l'oficial que comandava [les forces a Trenton] i a qui s'atribueix aquesta desgràcia ha perdut la vida per la seva imprudència». Heister, al seu torn, va haver d'informar de la pèrdua al seu governant, Frederic II de Hessen-Kassel, amb la notícia que no només s'havia perdut una brigada sencera, sinó també sis canons. Les notícies van enfurismar Frederic, que en general va suggerir que Heister tornés a casa (cosa que va fer, passant el comandament de les forces dels hessians a Wilhelm von Knyphausen). Frederic també va ordenar investigacions exhaustives sobre els esdeveniments de 1776, que van tenir lloc a Nova York de 1778 a 1782. Aquestes investigacions van crear un arxiu únic de materials sobre la campanya.
Les notícies dels èxits de Washington van arribar a París en un moment crític. L'ambaixador de la Gran Bretanya a França, Lord Stormont, estava preparant queixes al ministre d'Afers Exteriors de França, el Comte de Verguennes, sobre el suport financer i logístic semisecret que França havia donat als rebels. Stormont va descobrir que els francesos enviaven subministraments als Estats Units d'Amèrica. Va escriure que la cort francesa estava molt contenta amb les notícies, i que la posició diplomàtica francesa es va endurir notablement: «que M. De Verguennes és hostil al seu cor i ansiós per l'èxit dels rebels, jo no tinc cap ombra de dubte».

## Els següents passos
Els britànics van planejar dues operacions principals per a la temporada de campanya de 1777. El primer va ser un ambiciós pla per obtenir el control de la vall del riu Hudson, l'empenta central del qual va ser un moviment al llarg del llac Champlain per l'exèrcit del Quebec sota el comandament del general John Burgoyne. L'execució d'aquest pla va fracassar, acabant amb la rendició de l'exèrcit de Burgoyne a Saratoga, Nova York, a l'octubre. La segona operació va ser el pla del general Howe de prendre Filadèlfia, que, després d'un començament difícil, va tenir èxit al setembre.
L'estratègia de Washington el 1777 va continuar sent bàsicament defensiva. Va aconseguir repel·lir un intent de Howe de portar-lo a una batalla general al nord de Nova Jersey, però va ser incapaç d'evitar que l'èxit posterior de Howe prengués Filadèlfia. Va enviar ajuda material al general Horatio Gates, que va ser encarregat de defensar-se dels moviments de Burgoyne. El general major Benedict Arnold i els fusellers de Daniel Morgan van tenir un paper notable en la derrota de Burgoyne, després de la qual França va entrar a la guerra.

## Llegat
En els ambients urbans de Manhattan, Brooklyn i Trenton hi ha plaques i altres monuments col·locats per commemorar les accions que van tenir lloc en i al voltant d'aquests llocs. El Princeton Battlefield i el Washington's Crossing són Indrets Històrics Nacionals, amb parcs estatals que també preserven tots o part dels llocs on es van produir els esdeveniments d'aquesta campanya en aquestes zones. El Parc Històric Nacional de Morristown conserva les ubicacions ocupades per l'Exèrcit Continental durant els mesos d'hivern al final de la campanya.
| «                                                                                        | Quan l'il·lustre part que la seva Excel·lència ha suportat en aquest llarg i ardu context es converteix en una qüestió d'història, la fama recollirà els llorers més brillants en llocs des dels bancs de Delaware fins a la badia de Chesapeake. | » |
| — Cornwallis a Washington, després de sopar amb ell després del Setge de Yorktown, 1781. | |   |